# Michael Bennet
Michael Farrand Bennet (New Delhi, India, 28 november 1964) is een Amerikaanse politicus van de Democratische Partij. Hij is senator voor Colorado sinds 2009.

## Persoonlijk
Zijn vader werkte op de Amerikaanse ambassade in India. Later zou deze onder andere staatssecretaris voor internationale organisaties worden. Dit ministerie houdt zich vooral bezig met de activiteiten van de Verenigde Naties. Later zou zijn vader nog twaalf jaar rector zijn op Wesleyan University. De familie van zijn moederkant is Joods. Zij en haar ouders overleefden het Joodse getto in Warschau.
Zelf groeide Bennet voor het grootste deel op in Washington D.C. Tijdens zijn jeugd had hij last van dyslexie. Hij behaalde een bachelor in de rechten aan Wesleyan University en een master aan Harvard.
Samen met zijn echtgenote Susan Daggett, met wie hij 1997 trouwde, heeft hij drie dochters.

## Werkzame leven
Het eerste politieke baantje van Bennet was in 1988 als assistent van Ohio-gouverneur Richard Celeste. Later werkte hij als assistent van een openbaar aanklager. In Denver was hij zes jaar directeur van een investeringsmaatschappij. En nog weer later zou hij twee jaar werken als directi assistent van de burgemeester van Denver. Daarbij wist hij, ondanks felle tegenstand, in zijn eerste twee maanden een gat in de begroting van meer dan tien procent te dichten. Dit ondanks fel verzet van alle kanten. In 2005 kreeg hij de leiding over de openbare scholen van de stad Denver.
De senator behoort tot de vroegere supporters van president Barack Obama. Hij adviseerde hem veelvuldig op het gebied van onderwijs en werd ook genoemd als een mogelijke minister van Onderwijs in de regering van Obama.

## Senator
Bennet werd echter door Colorado-gouverneur Bill Ritter op 21 januari 2009 benoemd als senator. Doordat Ken Salazar minister van Werkgelegenheid werd kwam zijn zetel vrij. In 2010 verdedigde Bennet zijn zetel bij de Democratische voorverkiezingen tegen Andrew Romanoff, voorzitter van het Huis van Afgevaardigden van de staat Colorado, en bij de algemene verkiezingen tegen de Republikein Ken Buck.
Alabama: Tuberville (R) · Britt (R)
Alaska: Murkowski (R) · Sullivan (R)
Arizona: Kelly (D) · Gallego (D)
Arkansas: Boozman (R) · Cotton (R)
Californië: Padilla (D) · Schiff (D)
Colorado: Bennet (D) · Hickenlooper (D)
Connecticut: Blumenthal (D) · Murphy (D)
Delaware: Coons (D) · Blunt Rochester (D)
Florida: R. Scott (R) · Moody (R)
Georgia: Ossoff (D) · Warnock (D)
Hawaï: Schatz (D) · Hirono (D)
Idaho: Crapo (R) · Risch (R)
Illinois: Durbin (D) · Duckworth (D)
Indiana: Young (R) · Banks (R)
Iowa: Grassley (R) · Ernst (R)
Kansas: Moran (R) · Marshall (R)
Kentucky: McConnell (R) · Paul (R)
Louisiana: Cassidy (R) · Kennedy (R)
Maine: Collins (R) · King (O)
Maryland: Van Hollen (D) · Alsobrooks (D)
Massachusetts: Warren (D) · Markey (D)
Michigan: Peters (D) · Slotkin (D)
Minnesota: Klobuchar (D) · Smith (D)
Mississippi: Wicker (R) · Hyde-Smith (R)
Missouri: Hawley (R) · Schmitt (R)
Montana: Daines (R) · Sheehy (R)
Nebraska: Fischer (R) · Ricketts (R)
Nevada: Cortez Masto (D) · Rosen (D)
New Hampshire: Shaheen (D) · Hassan (D)
New Jersey: Booker (D) · Kim (D)
New Mexico: Heinrich (D) · Luján (D)
New York: Schumer (D) · Gillibrand (D)
North Carolina: Tillis (R) · Budd (R)
North Dakota: Hoeven (R) · Cramer (R)
Ohio: Moreno (R) · Husted (R)
Oklahoma: Lankford (R) · Mullin (R)
Oregon: Wyden (D) · Merkley (D)
Pennsylvania: Fetterman (D) · McCormick (R)
Rhode Island: Reed (D) · Whitehouse (D)
South Carolina: Graham (R) · T. Scott (R)
South Dakota: Thune (R) · Rounds (R)
Tennessee: Blackburn (R) · Hagerty (R)
Texas: Cornyn (R) · Cruz (R)
Utah: Lee (R) · Curtis (R)
Vermont: Sanders (O) · Welch (D)
Virginia: Warner (D) · Kaine (D)
Washington: Murray (D) · Cantwell (D)
West Virginia: Moore Capito (R) · Justice (R)
Wisconsin: Johnson (R) · Baldwin (D)
Wyoming: Barrasso (R) · Lummis (R)
(D): Democraat · (R): Republikein · (O): Onafhankelijk
- International Standard Name Identifier: 0000 0005 0046 0098
- Library of Congress Control Number: no2019081938
- Nationale Bibliotheek van Letland: 000340274
- SNAC: w6b38m0f
- Biographical Directory of the United States Congress: B001267
- Virtual International Authority File: 5967156133195258430001
- WorldCat: E39PBJc3JJxpHdgvRmyKYBbWXd